# Pterochaos nebulosus
Pterochaos nebulosus is een keversoort uit de familie boktorren (Cerambycidae). De wetenschappelijke naam van de soort is voor het eerst geldig gepubliceerd in 1778 door Voet.